# Haut Moyen Âge en musique
| \| • Retour à la chronologie générale de la musique classique • \| |
| Grèce • Rome • Haut Moyen Âge • VIIIe siècle • IXe siècle • Xe siècle • XIe siècle XIIe siècle • XIIIe siècle • XIVe siècle • XVe siècle • XVIe siècle • XVIIe siècle XVIIIe siècle • XIXe siècle • XXe siècle • XXIe siècle |
| • Retour à la chronologie générale de la musique classique • |

| Années en musique classique : 597 - 598 - 599 - 600 - 601 - 602 - 603    |
| Décennies en musique classique : 570 - 580 - 590 - 600 - 610 - 620 - 630 |

Cette page traite la chronologie de l'histoire de la musique pour les Ve, VIe et VIIe siècles (de 400 à 700). Pour les siècles suivants, se reporter aux pages dédiées.

## Événements
- Boèce (vers 470-525) : De Institutione Musica, fondement de la spéculation musicale théorique du Moyen Âge. Son traité sera exploité par tous les théoricien de la musique jusqu'au XVIe siècle.
- Vers 570 : l'usage de l'instrument à cordes crotta britanna (Crwth), répandu en Grande-Bretagne, est mentionné par Venance Fortunat[1],[2].
- VIIe siècle : création de la Scola cantorum, école de chantres de la chapelle pontificale.

## Naissances et décès
- Grégoire Ier (vers 540-604), pape de 590 à 604, à l'origine de la grande réforme liturgique. On lui attribue à tort le chant grégorien.
- Isidore de Séville (entre 560/570-636)